# Athiya Shetty
Athiya Shetty (Bombay, 5 november 1992) is een voormalig Indiaas actrice die voornamelijk in Hindi films speelde.

## Biografie
Athiya Shetty, afgestudeerd aan de New York Film Academy, maakte haar debuut in 2015 in de film Hero. Waarvoor ze verschillende onderscheiding won samen met haar tegenspeler Sooraj Pancholi. Na haar debuut werd ze ambassadrice van het merk Maybelline New York.
Athiya is de dochter van acteur Suniel Shetty.
Op 23 januari 2023 trouwde zij met de cricketer KL Rahul. Op 24 maart 2025 verwelkomde het stel een dochter, genaamd Evaarah. 

## Filmografie
| Jaar | Titel                 | Rol           | Opmerking                 |
| ---- | --------------------- | ------------- | ------------------------- |
| 2015 | Hero                  | Radha Mathur  |                           |
| 2017 | Mubarakan             | Binkle Sandhu |                           |
| 2018 | Nawabzaade            |               | nummer "Tere Naal Nachna" |
| 2019 | Motichoor Chaknachoor | Anita Awasthi |                           |